# Adriaan Cornelis Valentin van Bemmel

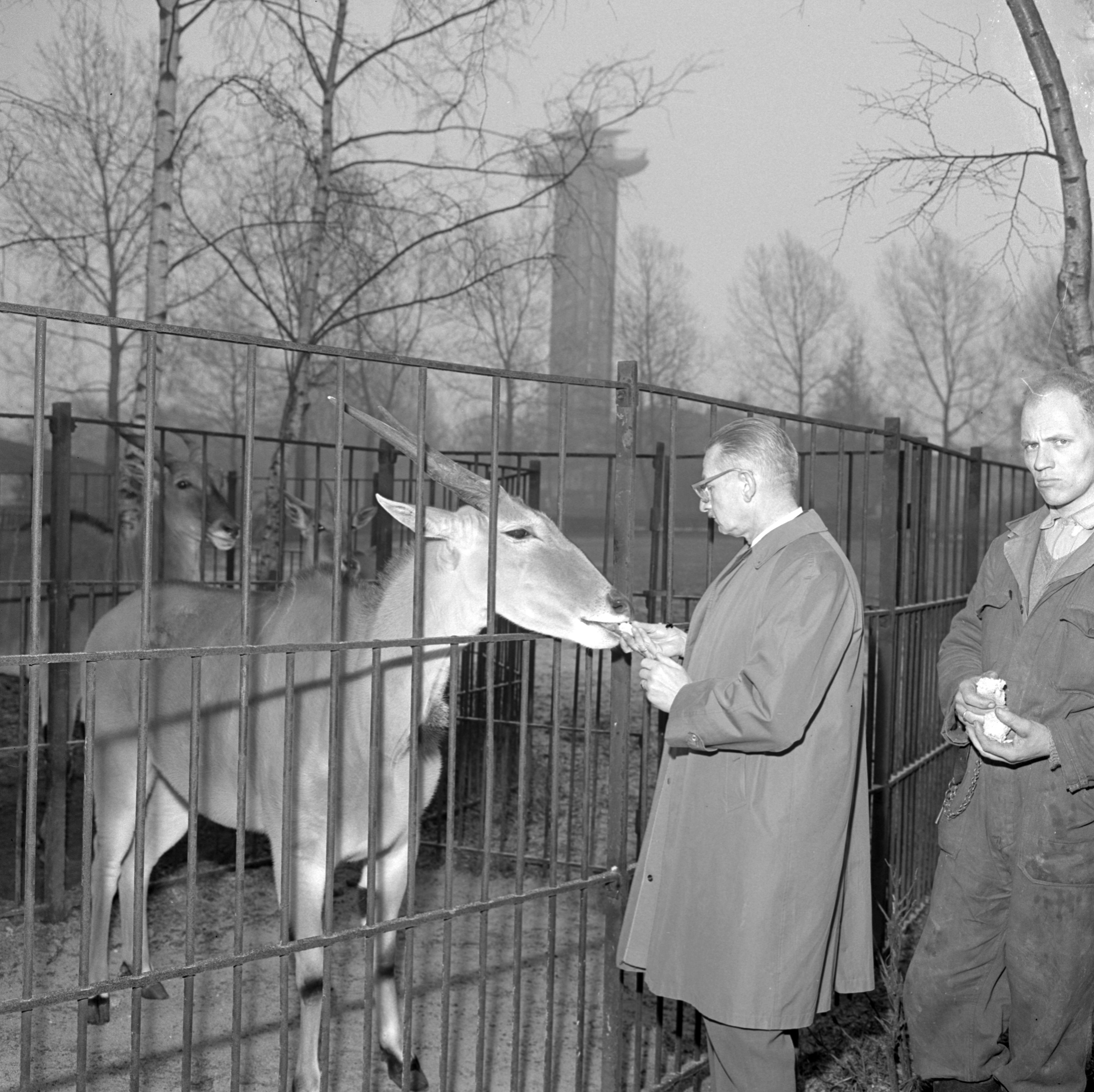
Van Bemmel füttert eine Elenantilope, 1964

Adriaan Cornelis Valentin van Bemmel (* 3. Mai 1908 in Beverwijk; † 20. Oktober 1990 in Rotterdam), manchmal auch abgekürzt A.C.V. van Bemmel geschrieben, war ein niederländischer Ornithologie, Dozent, Zoodirektor und Naturschützer.

## Leben
Van Bemmel studierte nach einer vorbereitenden Ausbildung Biologie an der Universiteit van Amsterdam (UvA), wo er 1937 im Hauptfach Zoologie und in den Nebenfächern Botanik und Paläontologie graduierte. Zwischen 1934 und 1937 war er als Assistent für beschreibende Zoologie an der Universität und 1937 in der niederländischen Forstkommission tätig. Im Jahr 1937 wurde er zum Zoologen am zoologischen Museum des Botanischen Gartens von Bogor in Niederländisch-Ostindien ernannt. Dieses Amt hatte er bis zur Mobilmachung am 8. Dezember 1941 inne. Er nahm am Krieg gegen Japan teil, wobei er 1943 in Kriegsgefangenschaft geriet. Er verbrachte einige Zeit in Lagern auf Java, Singapur und Japan, wo er zur Minenarbeit gezwungen wurde.
Im Jahr 1945 wurde er wegen Kriegsinvalidität entlassen. Er wurde mit dem Kriegsverdienstkreuz von Niederländisch-Ostindien und der Ereteken voor Orde en Vrede ausgezeichnet.
Im Februar 1946 wurde er Lehrer für Botanik, Chemie und Zoologie in an einer Hogereburgerschool in Balikpapan, Borneo. Im Juli 1946 arbeitete er erneut am Botanischen Garten von Bogor und im August desselben Jahres hatte er Studienaufenthalte in den Niederlanden und in England. 1947 ging er nach Buitenzorg zurück, wo er 1948 zum Zoologen befördert wurde. Im Jahr 1949 wurde er Dozent an der Forstakademie in Buitenzorg. 1951 kehrte er in die Niederlande zurück, wo er Botanik und Zoologie an Gymnasien in Alkmaar, Bergen aan Zee und Amsterdam unterrichtete.
1952 wurde er mit der Dissertation Contribution to the knowledge of the genera Muntiacus and Arctogalidia in the Indo-Australian Archipelago zum Doktor an der Universiteit van Amsterdam promoviert. Im Jahr 1953 wurde er Naturschutzberater der Forstkommission und war beratend für die Regierung tätig. Im Jahr 1957 wurde er zum stellvertretenden Direktor des Diergaarde Blijdorp ernannt, wo 1960 die Welterstzucht des Kongopfaus gelang. Zwischen 1961 und 1969 war er Direktor. Nach einem Konflikt verließ er den Zoo und wurde zum nationalen Berater des Natuurhistorisch Museum Rotterdam ernannt. 1973 ging er in Pension.
Van Bemmel veröffentlichte mehr als 150 Fachartikel. Er beschrieb zwei Vogelarten, den Boanomonarch (Symposiachrus boanensis) und den Morotaibrillenvogel (Zosterops dehaani) sowie die Unterarten Pachycephala mentalis tidorensis, Pitta maxima morotaiensis und Gallirallus philippensis xerophilus.
1973 wurde van Bemmel zum Offizier des Orden von Oranien-Nassau ernannt.